# Fluda inpae
Fluda inpae är en spindelart som beskrevs av Galiano 1971. Fluda inpae ingår i släktet Fluda och familjen hoppspindlar. Inga underarter finns listade i Catalogue of Life.